# テレビ東京土曜未明の深夜ドラマ
テレビ東京土曜未明の深夜ドラマ（テレビとうきょうどようみめいのしんやドラマ）とは、テレビ東京で毎週土曜日1:23 - 1:53（金曜日深夜）に放送されていた深夜ドラマ枠。
ここでは2004年10月から2006年3月まで放送された第1期、2010年4月から12月まで放送された第2期、2011年10月から2017年9月まで放送された第3期（第2期・第3期は土曜0時53分 - 1時23分枠→土曜0時52分 - 1時23分枠も含む）、及び2022年4月から6月まで土曜日1:53 - 2:23（金曜日深夜）に放送された第4期（『寂しい丘で狩りをする』のみ）をまとめて述べる。

## 概要

### 第1期
2004年10月に『30minutes』（1:00 - 1:30）と『Deep Love 〜アユの物語〜』（1:30 - 2:00）でスタートし、2005年1月開始の『Deep Love ホスト』からは1:30 - 2:00に一本化されたものの、バラエティ番組『ブログの女王』開始に伴い2006年3月を以って終了し、土曜未明の枠名なしのドラマ枠はいったん廃枠となり、土曜未明のドラマ枠は2005年10月開始の枠名ありのドラマ枠『ドラマ24』に集約された。

### 第2期
2010年4月から『大魔神カノン』も1時23分 - 1時53分で開始し、同年7月からは『宇宙犬作戦』（『バラエティ7』金曜版後半枠扱い）も開始した。そのため、テレビ東京では土曜0時12分から0時53分まで『ドラマ24』を放送しているため、2010年7月から9月までは土曜0時12分から1時53分まで、同年10月から12月までは土曜0時12分から1時23分までドラマ枠となったが、『宇宙犬作戦』終了に伴い2010年12月を以って枠自体が終了。

### 第3期
テレビ東京の土曜0時53分 - 1時23分枠は2009年4月から2011年9月まで『バラエティ7』（バラエティ番組枠）を放送してきたが、2011年秋の番組改編で『バラエティ7』解消に伴い新たに深夜ドラマ枠を新設することになった。テレビ東京にとっては、土曜0時12分から1時23分までは10カ月ぶりにドラマ枠となった。2012年4月 - 9月クールは0時53分 - 1時53分の編成となった他、2013年4月 - 9月クール並びに2014年4月 - 9月クールも0時52分 - 1時53分の編成となり、この期間は土曜0時12分から1時53分までドラマ枠となる。
前半枠（0:52 - 1:23枠）は現代劇枠で、『ドラマ24』と同様に製作委員会方式をとっている。また後半枠（1:23 - 1:53枠）はドラマ枠である際は特撮やアクション重視のドラマとなっている。（たまにアニメ作品枠になる時期がある。それに関しては別項を参照）
2012年10月開始の『好好!キョンシーガール〜東京電視台戦記〜』からは、開始時間が1分繰り上がり、0時52分からの放送となり前番組の『ドラマ24』との番組接続はステブレレスとなり、2013年1月開始の『ミエリーノ柏木』から字幕放送にも対応となった。
本枠はローカルセールス枠となっており、前半枠に関しては、TVQ九州放送は『ウレロ☆未完成少女』から、テレビ大阪は『好好!キョンシーガール〜東京電視台戦記〜』から、テレビ北海道は『ヴァンパイア・ヘヴン』からそれぞれ同時ネットされている。テレビ愛知とテレビせとうちは遅れネットか、作品によっては未放送となる。後半枠に関してはテレビ北海道は『牙狼〈GARO〉 -魔戒ノ花-』から同時ネットされている以外、他の4局は放送時間が異なる。
テレビ東京系列のBS局であるBSジャパンは、第3期前半枠の開始当初は土曜に時間不定で放送されていたが、『ミエリーノ柏木』と『ヴァンパイア・ヘヴン』は月曜未明（日曜深夜。『ドラマ24』の遅れネット枠の直後枠）に3カ月遅れネットで放送された。
前半枠は2015年3月28日終了の『山田孝之の東京都北区赤羽』を以って一度終了し、2015年4月開始の『牙狼〈GARO〉-GOLD STORM- 翔』からは、特撮/アクションドラマを放送する後半枠のみだったが、2016年1月度の放送から前半枠が復活した。
2017年4月から前半枠のゾーンタイトルが『ドラマ25』と設定されたため、ゾーン名なしの連続ドラマ枠としては2017年3月まで放送された『山田孝之のカンヌ映画祭』が最後となった。
2017年4月から土曜1:23 - 1:53枠は『コードネームミラージュ』を放送されたが、『コードネームミラージュ』終了に伴い2017年9月を以って枠自体が終了。

### 第4期
2022年4月から「オンナの復讐シリーズ」としてサスペンスドラマが2クール連続放送されたが、土曜1時53分 - 2時23分枠で放送されたのは『寂しい丘で狩りをする』のみで、『復讐の未亡人』は7月から金曜2:35 - 3:05（木曜深夜）に放送された。

## 放送作品一覧
○は特撮ドラマ。

### 第1期

#### 2004年
- 30minutes（10月 - 12月、25:00 - 25:30に放送）
  - 出演：バナナマン、おぎやはぎ ほか
- Deep Love 〜アユの物語〜（10月 - 12月、25:30 - 26:00に放送）
  - 出演：岩佐真悠子 ほか

#### 2005年
- Deep Love ホスト（1月7日 - 3月18日、ここから25:30 - 26:00に放送）
  - 出演：北村悠、RIKIYA ほか
- ホーリーランド（4月1日 - 6月24日）
  - 出演：石垣佑磨、徳山秀典 ほか
- 30minutes鬼（7月1日 - 9月23日）
  - 出演：バナナマン、おぎやはぎ ほか
- ○牙狼-GARO-（10月7日 - 2006年3月31日）
  - 出演：小西大樹、肘井美佳 ほか

### 第2期

#### 2010年

##### 24:53 - 25:23枠
- ○宇宙犬作戦（7月9日 - 12月24日、『バラエティ7』金曜後半枠扱い）制作：アットムービー・クリエイティヴ
  - 出演：戸次重幸、片桐仁、高梨臨 ほか

##### 25:23 - 25:53枠
- ○大魔神カノン（4月2日 - 10月1日）制作：角川書店
  - 出演：里久鳴祐果、眞島秀和、長澤奈央 ほか

### 第3期

#### 2011年
- ウレロ☆未確認少女（10月7日 - 12月23日、24:53 - 25:23に放送）制作協力：シオプロ
  - 出演：劇団ひとり、バカリズム、東京03、早見あかり ほか

#### 2012年

##### 24:53 - 25:23→24:52 - 25:23枠
- さばドル（1月13日 - 4月6日）制作：電通
  - 出演：渡辺麻友（AKB48）ほか
- 恋するメゾン。〜Rainbow Rose〜（4月13日 - 6月29日）
  - 出演：ジヨン（KARA）、ゴニル（超新星）ほか
- ウレロ☆未完成少女（2012年7月13日 - 10月5日）制作協力：シオプロ
  - 出演：劇団ひとり、バカリズム、東京03、早見あかり ほか
  - ここまで24:53 - 25:23に放送。
- 好好!キョンシーガール〜東京電視台戦記〜（10月12日 - 12月21日）制作：楽映舎
  - 出演：川島海荷（9nine）ほか
  - ここから24:52 - 25:23に放送。

##### 25:23 - 25:53枠
- D×TOWN（4月6日 - 9月28日）制作：アットムービー・クリエイティヴ
  - 出演：遠藤雄弥、五十嵐隼士（当時D-BOYS）ほか

#### 2013年

##### 24:52 - 25:23枠
- ミエリーノ柏木（1月11日 - 3月29日）制作：いまじん
  - 出演：柏木由紀（AKB48）、佐野史郎、今野浩喜（キングオブコメディ）ほか
- ヴァンパイア・ヘヴン（4月12日 - 7月5日）制作：スターダストピクチャーズ
  - 出演：大政絢、本田翼、平岡祐太 ほか
- たべるダケ（7月12日 - 9月27日）制作：アスミック・エース
  - 出演：後藤まりこ、新井浩文、石橋杏奈 ほか
- ノーコン・キッド 〜ぼくらのゲーム史〜（10月4日 - 12月20日）制作：ジャンゴフィルム
  - 出演：田中圭、波瑠、浜野謙太、佐藤二朗 ほか

##### 25:23 - 25:53枠
- ○牙狼-GARO- 〜闇を照らす者〜（4月5日 - 9月20日）制作：東北新社
  - 出演：栗山航、池田純矢 ほか
- ○衝撃ゴウライガン!!（10月4日 - 12月27日）制作：ロード・トゥ・シャングリラ、ディープサイド
  - 出演：新川優愛、加藤貴宏、標永久 ほか

#### 2014年

##### 24:52 - 25:23枠
- ウレロ☆未体験少女（1月10日 - 3月28日）制作協力：シオプロ
  - 出演：劇団ひとり、バカリズム、東京03、早見あかり ほか
- セーラーゾンビ（4月18日 - 7月18日）制作：C&Iエンタテインメント
  - 出演：大和田南那（AKB48）、川栄李奈（AKB48）、高橋朱里（AKB48）ほか
- アラサーちゃん 無修正（7月25日 - 10月10日）制作：C&Iエンタテインメント
  - 出演：壇蜜、川村陽介、忍成修吾、みひろ、今野浩喜（キングオブコメディ）、川村エミコ（たんぽぽ）、佐藤仁美 ほか
- 甲殻不動戦記 ロボサン（10月17日 - 12月26日）制作：SDP
  - 出演：私立恵比寿中学、甲本雅裕 ほか

##### 25:23 - 25:53枠
- ○牙狼-GARO- -魔戒ノ花-（4月4日 - 9月26日）制作：東北新社
  - 出演：中山麻聖、石橋菜津美、水石亜飛夢 ほか

#### 2015年

##### 24:52 - 25:23枠
- 山田孝之の東京都北区赤羽（1月9日 - 3月27日）制作：松竹撮影所
  - 出演：山田孝之 ほか

##### 25:23 - 25:53枠
- ○牙狼-GARO- -GOLD STORM- 翔（4月3日 - 9月18日）制作：東北新社
  - 出演：栗山航、南里美希、桑江咲菜 ほか

#### 2016年

##### 24:52 - 25:23枠
- ウレロ☆無限大少女（1月9日 - 4月1日）制作協力：シオプロ
  - 出演：劇団ひとり、バカリズム、東京03、早見あかり ほか
- その「おこだわり」、私にもくれよ!!（4月8日 - 6月17日）
  - 出演：松岡茉優、伊藤沙莉 ほか
- こえ恋（7月8日 - 9月30日）
  - 出演：永野芽郁 ほか
- 吉祥寺だけが住みたい街ですか?（10月14日 - 12月23日）
  - 出演：大島美幸、安藤なつ ほか

##### 25:23 - 25:53枠
- ○牙狼-GARO- -魔戒烈伝-（4月8日 - 6月24日）制作：東北新社
  - 出演：螢雪次朗 ほか

#### 2017年

##### 24:52 - 25:23枠
- 山田孝之のカンヌ映画祭（1月6日 - 3月24日）
  - 出演：山田孝之 ほか

##### 25:23 - 25:53枠
- ○絶狼-ZERO- -DRAGON BLOOD-（1月6日 - 3月31日）制作：東北新社
  - 出演：藤田玲 ほか
- ○コードネームミラージュ（4月7日 - 9月23日）制作：東北新社
  - 出演：桐山漣 ほか

### 第4期

#### 2022年

##### 25:53 - 26:23枠
- 寂しい丘で狩りをする（4月23日 - 6月11日）制作協力：ユニオン映画、スタジオブルー
  - 出演：倉科カナ ほか

## ネット局
第2期以降のネット局を明記。